# Tropicalismo

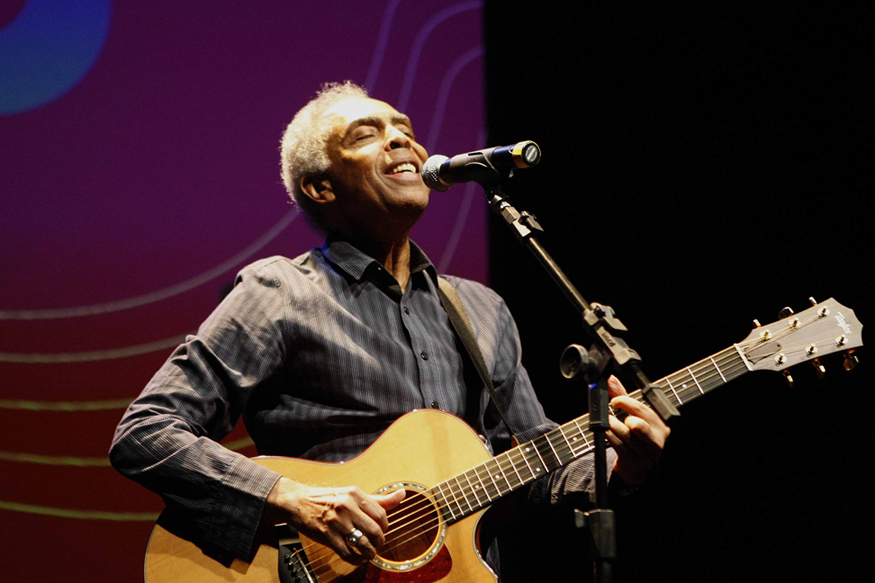
A exposição homenageia os 70 anos de Gilberto Gil.

El tropicalismo fue un movimiento de ruptura que sacudió la atmósfera de la música popular y la cultura brasileña entre 1967 y 1968. Sus participantes formaron un gran colectivo, cuyos destacados fueron los cantautores Caetano Veloso y Gilberto Gil, además de la participación de las cantantes Gal Costa y Rita Lee y el cantante y compositor Tom Zé, de la banda Os Mutantes, y el maestro Rogério Duprat. La cantante Nara Leão y los letristas José Carlos Capinan y Torquato Neto completaron el grupo, que también tenía al artista gráfico, compositor y poeta Rogério Duarte como uno de sus principales mentores intelectuales.
Los tropicalistas dieron un paso histórico en la escena musical brasileña. La música brasileña posterior a la Bossa nova y la definición de "calidad musical" en el país estaban cada vez más dominadas por posiciones tradicionales o nacionalistas de movimientos vinculados a la izquierda. Frente a estas tendencias, el grupo bahiano y sus colaboradores buscan universalizar el lenguaje del MPB, incorporando elementos de la cultura juvenil mundial, como el rock, la psicodelia y la guitarra eléctrica.
Al mismo tiempo, sintonizaron la electricidad con la información de la vanguardia erudita a través de arreglos innovadores de conductores como Rogério Duprat, Júlio Medaglia y Damiano Cozzela. Al unir el experimentalismo popular, pop y estético, las ideas tropicalistas terminaron impulsando la modernización no solo de la música, sino también de la cultura nacional.

## Radio
- Objeto semi-identificado no país do futuro - Tropicália y post-tropicalismo en Brasil (1967-1976) en Ràdio Web MACBA

## Nombres ligados a Tropicália
Los principales representantes del movimiento fueron:
- Hélio Oiticica
- Caetano Veloso
- Capinam
- Gal Costa
- Gilberto Gil
- Glauber Rocha
- Guilherme Araújo
- Jorge Ben
- Jorge Mautner
- Júlio Medaglia
- Lanny Gordin
- Maria Bethânia
- Nara Leão
- Os Mutantes (Arnaldo Baptista, Sérgio Dias e Rita Lee)
- Rogério Duarte
- Rogério Duprat
- Tom Zé
- Torquato Neto
- Waly Salomão
- Sérgio Sampaio

- Datos: Q1413061